# Jonathan Boyer
Jonathan „Jacques“ auch „Jock“ Boyer (* 8. Oktober 1955 in Moab, Utah) ist ein ehemaliger US-amerikanischer Radrennfahrer.
Jonathan Boyer, genannt „Jacques“ oder „Jock“, war Profi-Radrennfahrer von 1977 bis 1987 und der erste US-Amerikaner, der an der Tour de France teilnahm. Insgesamt startete er zwischen 1981 und 1987 fünfmal bei der Tour; seine beste Platzierung war Rang zwölf in der Gesamtwertung 1983. 1980 wurde er Fünfter bei der Straßen-Weltmeisterschaft der Profis in Sallanches und gewann das Coors International Bicycle Classic, in dem er 1982 eine Etappe gewonnen hatte. In der Tour de l’Avenir 1983 gelang ihm ein Etappensieg. 1985 gewann er das Race Across America und konnte diesen Erfolg 2006 in der Altersklasse 50–59 wiederholen.
Boyer galt als Außenseiter im Peloton, weil er Vegetarier ist, sich vorzugsweise von Nüssen und Obst ernährt und als bekennender Christ häufig in der Bibel liest.
Im November 2002 wurde Boyer wegen Verführung Minderjähriger zu 20 Jahren Gefängnis verurteilt, was später auf ein Jahr Gefängnis und fünf Jahre Bewährung reduziert wurde. Seit 2007 lebt er die meiste Zeit des Jahres in Ruanda, wo er das dortige Nationalteam betreut und das Africa Rising Cycling Center initiierte.
1998 wurde Jonathan Boyer unter dem Namen Jacques Boyer in die United States Bicycling Hall of Fame aufgenommen, 2016 jedoch aus ethischen Gründen wieder ausgeschlossen.